# Shangri-La Frontier
Shangri-La Frontier (シャングリラ・フロンティア～クソゲーハンター、神ゲーに挑まんとす～?, Shangurira Furontia ~ Kusogē Hantā, kamigē ni idoman to su ~, lett. "Shangri-La Frontier: Cacciatore di giochi di merda, sfida il gioco divino") è una serie web novel scritta e illustrata da Katarina e auto-pubblicata sul sito di web novel Shōsetsuka ni narō a partire da maggio 2017.
Un adattamento manga, disegnato da Ryosuke Fuji, viene serializzato sulla rivista Weekly Shōnen Magazine di Kōdansha a partire dal 15 luglio 2020. L'edizione italiana viene pubblicata da Panini Comics a partire dal 24 marzo 2022.
Una serie anime, prodotta dallo studio C2C, è stata trasmessa in Giappone dal 1º ottobre 2023 al 31 marzo 2024. Una seconda stagione è stata trasmessa dal 13 ottobre 2024 al 30 marzo 2025. Un terza stagione è stata annunciata.

## Trama
La storia si svolge in un futuro prossimo, dove anche la tecnologia dei videogiochi è progredita. I classici videogiochi a schermo sono classificati rétro, mentre i giochi VR full-dive con componenti mmo sono la normalità. Tra questi vi sono molti kusoge (クソゲー?) cioè giochi spazzatura, ovvero giochi sviluppati in fretta o male e quindi pieni di glitch e bug.
Rakuro Hizutome è un cacciatore di kusoge, un estimatore di questi giochi solitamente vergognosi indipendentemente dalla difficoltà dovuta ai loro difetti, che gioca con il soprannome di Sunraku fino a completarli al 100%. Soffrendo di una sorta di sindrome da burnout dopo aver completato l'ennesimo titolo, per "staccare un po' la spina" si fa consigliare Shangri-La Frontier, un gioco VR full-dive di prima categoria con 30 milioni di giocatori registrati. Decide quindi di mettere alla prova tutte le abilità acquisite come esperto cacciatore di kusoge all'interno di un vero e proprio gioco.
Le sue azioni attirano subito l'attenzione di alcuni giocatori, tra cui Psyger-0, un'amica nella vita reale di Rakuto e Arthur Pencilgon, una cinica player killer con cui si è già scontrato in altri giochi kusoge. Decide successivamente di invitare anche l'amico di giochi Oikattso per farsi aiutare in alcune sfide apparentemente impossibili.

## Personaggi
Sunraku (サンラク?) / Rakurō Hizutome (陽務 楽郎?)
Doppiato da: Yuma Uchida (ed. giapponese), Mosè Singh (ed. italiana)
Psyger-0 (サイガ-0?, Saiga 0) / Rei Saiga (斎賀 玲?)
Doppiata da: Azumi Waki (ed. giapponese), Giada Sabellico (ed. italiana)
Arthur Pencilgon (アーサー・ペンシルゴン?, Āsā Penshirugon) / Towa Amane (天音 永遠?)
Doppiata da: Yōko Hikasa (ed. giapponese), Jolanda Granato (ed. italiana)
Oikattso (オイカッツォ?, Oikattso) / Kei Uomi (魚臣 慧?)
Doppiato da: Makoto Koichi (ed. giapponese), Martina Tamburello (ed. italiana)
Emul (エムル?, Emuru)
Doppiata da: Rina Hidaka (ed. giapponese), Giulia Bersani (ed. italiana)
Viceash (ヴァイスアッシュ?, Vaisuasshu)
Doppiato da: Akio Ōtsuka (ed. giapponese), Marco Balzarotti (ed. italiana)

## Media

### Web novel
La serie è stata scritta da Katarina e serializzata online da maggio 2017 sul sito web di pubblicazione di romanzi Shōsetsuka ni narō.
Ad oggi non è ancora mai stata pubblicata una versione stampata della serie.

### Manga
Un adattamento manga, disegnato da Ryosuke Fuji viene serializzato sul Weekly Shōnen Magazine di Kōdansha a partire dal 15 luglio 2020. I capitoli sono stati raccolti in singoli volumi tankōbon, il cui primo è stato pubblicato il 16 ottobre 2020. Ad agosto 2025 sono stati pubblicati ventitré volumi in Giappone.
In Italia la serie è edita da Panini Comics sotto l'etichetta Planet Manga a partire dal 24 marzo 2022. Oltre all'edizione standard, per ciascun volume è presente anche l'edizione Expansion Pass, che oltre a prevede una copertina alternativa, contiene allegato un booklet di racconti inediti con retroscena sui personaggi principali o del mondo di gioco.

#### Volumi
| 1  | 16 ottobre 2020 | ISBN 978-4-06-521529-6 (ed. regolare) ISBN 978-4-06-521802-0 (ed. limitata) | 24 marzo 2022     | ISBN 978-88-287-6491-5 (ed. regolare) ISBN 978-88-287-6578-3 (ed. limitata) ISBN 978-88-287-6579-0 (ed. Expansion Pass) |
| 1  | Capitoli - 1. Cosa ti spinge a videogiocare? (貴方はなんのためにゲームをしますか？?, Anata wa nan no tame ni Gēmu o shimasu ka?) - 2. Le persone uniche (特異なる者?, Tokuinaru mono) - 3. L'attacco notturno del lupo nero (黒狼夜襲?, Kuro ōkami yashū) - 4. Abilità uniche concatenate (連鎖するユニーク?, Rensa suru Yunīku) - 5. Valori raffinati risciacquati nei kusoge (肥えた価値観をクソゲーで濯ぐ?, Koeta kachikan o kusogē de sosogu) - Racconto Extra. Le terre degli inumani |                                                                             |                   | |
| 2  | 17 dicembre 2020 | ISBN 978-4-06-521801-3 (ed. regolare) ISBN 978-4-06-521529-6 (ed. limitata) | 19 maggio 2022    | ISBN 978-88-287-6696-4 (ed. regolare) ISBN 978-88-287-6673-5 (ed. Expansion Pass)                                       |
| 2  | Capitoli - 6. Marcia forzata... in due! (二羽の強行軍?, Futaba no kyōkōgun) - 7. Maschera d'uccello with coniglio VS squalo talpa (鳥面with兎vs.鮫土竜?, Tori-men uizu usagi vs. same mogura) - 8. Uomo vola... coniglio salta! (人は飛び、兎は跳ぶ?, Hito wa tobi, usagi wa tobu) - 9. E fu così che ti ritrovasti circondato da lance (かくて汝、騒動の槍衾に囲まれん?, Kakute nanji, sōdō no yaribusuma ni kakoma ren) - 10. Il re cavaliere della cancelleria (筆記用具の騎士王?, Hikkiyōgu no kishi-ō) - 11. Occhi che lampeggiano (内向きに荒ぶ台風の目?, Uchi muki ni susabu Taifū no me) - 12. Situazione in divenire (状況始動?, Jōkyō shidō) - 13. L'evolversi della situazione (状況結実?, Jōkyō ketsujitsu) - 14. Vestigia del periodo degli dei, illuse e sconfitte (神代の残滓、妄執の敗者?, Jindai no zanshi, mōshū no haisha) - 15. Capriccio Limit 300 per chi insegue la vittoria (300リミット狂想曲、勝算を追う者?, 300 Rimitto kyōsōkyoku, shōsan o ou mono) - Racconto Extra. I perdenti non temono il domani |                                                                             |                   | |
| 3  | 17 marzo 2021 | ISBN 978-4-06-522220-1 (ed. regolare) ISBN 978-4-06-522219-5 (ed. limitata) | 14 luglio 2022    | ISBN 978-88-287-1799-7 (ed. regolare) ISBN 978-88-287-1800-0 (ed. Expansion Pass)                                       |
| 3  | Capitoli - 16. Capriccio Limit 300: fuggire per vincere (300リミット狂想曲、勝算を抱え逃げる者?, 300 Rimitto kyōsōkyoku, shōsan o kakae nigeru mono) - 17. Il fantasma egizio che solca i cieli (宙を駆けるは壁画のアレ?, Chū o kakeru wa hekiga no are) - 18. Un variopinto mare di alberi (華やかなる樹の海?, Hanayakanaru ki no umi) - 19. Una giusta causa con un uso pratico (大義名分は有効活用?, Taigimeibun wa yūkō katsuyō) - 20. Maschera d'uccello VS. ragno buffone (鳥面vs.道化蜘蛛?, Tori-men vs. dōke kumo) - 21. Facciamo i tombaroli! (やろうぜ! 墓荒らし!!?, Yarou ze! Hakaarashi!!) - 22. La vera scintilla (まことのかがやき?, Makoto no kagayaki) - 23. Acciaio oltre la propria altezza (身の丈を超えるハガネ?, Minotake o koeru hagane) - 24. Dal livello con colore (徹・拳・色・砕?, Tōru-ken-iro-sai) - 25. Il pentimento è sempre nel passato (後悔はいつも過去にいる?, Kōkai wa itsumo kako ni iru) - Racconto Extra. Making Oikattso |                                                                             |                   | |
| 4  | 17 giugno 2021 | ISBN 978-4-06-523584-3 (ed. regolare) ISBN 978-4-06-523585-0 (ed. limitata) | 29 settembre 2022 | ISBN 978-88-287-1721-8 (ed. regolare) ISBN 978-88-287-1679-2 (ed. Expansion Pass)                                       |
| 4  | Capitoli - 26. Solo rimpianti (未練だけがそこにいる?, Miren dake ga soko ni iru) - 27. La persona giusta al posto giusto (適材適所の世界観?, Tekizaitekisho no sekai-kan) - 28. Sfida al guerriero sconosciuto (未知なる武に挑む?, Michinaru bu ni idomu) - 29. Clic (ぷちっと?, Puchitto) - 30. Gli ultimi riti per un morto (渡すは引導渡るは彼岸?, Watasu wa indō wataru wa higan) - 31. A Setsuna con amore, parte 1 (刹那に想いを込めて 其の一?, Setsuna ni omoi o komete sono ichi) - 32. A Setsuna con amore, parte 2 (刹那に想いを込めて 其の二?, Setsuna ni omoi o komete sono ni) - 33. A Setsuna con amore, parte 3 (刹那に想いを込めて 其の三?, Setsuna ni omoi o komete sono san) - 34. A Setsuna con amore, parte 4 (刹那に想いを込めて 其の四?, Setsuna ni omoi o komete sono shi) - 35. A Setsuna con amore, parte 5 (刹那に想いを込めて 其の五?, Setsuna ni omoi o komete sono go) - Racconto Extra. Il mattino ha un kusoge in bocca |                                                                             |                   | |
| 5  | 17 agosto 2021 | ISBN 978-4-06-524483-8 (ed. regolare) ISBN 978-4-06-524502-6 (ed. limitata) | 17 novembre 2022  | ISBN 978-88-287-2609-8 (ed. regolare) ISBN 978-88-287-2496-4 (ed. Expansion Pass)                                       |
| 5  | Capitoli - 36. A Setsuna con amore, parte 6 (刹那に想いを込めて 其の六?, Setsuna ni omoi o komete sono roku) - 37. A Setsuna con amore, parte 7 (刹那に想いを込めて 其の七?, Setsuna ni omoi o komete sono nana) - 38. A Setsuna con amore, parte 8 (刹那に想いを込めて 其の八?, Setsuna ni omoi o komete sono hachi) - 39. A Setsuna con amore, parte 9 (刹那に想いを込めて 其の九?, Setsuna ni omoi o komete sono kyū) - 40. A Setsuna con amore, parte 10 (刹那に想いを込めて 其の十?, Setsuna ni omoi o komete sono jū) - 41. A Setsuna con amore, parte 11 (刹那に想いを込めて 其の十一?, Setsuna ni omoi o komete sono jū ichi) - 42. A Setsuna con amore, parte 12 (刹那に想いを込めて 其の十二?, Setsuna ni omoi o komete sono jū ni) - 43. A Setsuna con amore, parte 13 (刹那に想いを込めて 其の十三?, Setsuna ni omoi o komete sono jū san) - 44. Il mondo va avanti, gli eroi rivelati (進む世界、明かされる英雄?, Susumu sekai, akasa reru eiyū) - 45. Patti chiari e Overkill (ケジメとオーバーキル?, Kejime to Ōbākiru) - Racconto Extra. Cosa vuoi combinare in un secondo e mezzo? |                                                                             |                   | |
| 6  | 17 novembre 2021 | ISBN 978-4-06-526001-2 (ed. regolare) ISBN 978-4-06-526002-9 (ed. limitata) | 19 gennaio 2023   | ISBN 978-88-287-2855-9 (ed. regolare) ISBN 978-88-287-2856-6 (ed. Expansion Pass)                                       |
| 6  | Capitoli - 46. Momenti presenti e futuri (それぞれの今と次?, Sorezore no ima to ji) - 47. L'eredità di Wezaemon (ウェザエモンの遺産?, Uezaemon no isan) - 48. Dr. Pencilgon spiega il riciclaggio PK (ペンシルゴン先生によるPKロンダリング教室?, Penshirugon sensei ni yoru PK Rondaringu kyōshitsu) - 49. Commissione, crescita e soluzione (お使いと育成と攻略と?, Otsukai to ikusei to kōryaku to) - 50. Metamorphose Fashionista (メタモルフォーゼ•ファッショニスタ?, Metamorufōze Fasshonisuta) - 51. Waking of the Air Cleaner (ウォーキング・オブ・ザ・エアクリーナー?, Uōkingu Obu za Ea Kurīnā) - 52. Uccello with coniglio VS. coro dei teschi (鳥 with 兎's vs. 合唱髑髏?, Tori uizu usagi's vs. gasshō dokuro) - 53. Ah, il mago... ah, l'armatura di carta velina... (嗚呼魔法職、嗚呼紙装甲?, Aa mahō-shoku, aa kami sōkō) - 54. Gli Item rari sono più preziosi della vita (レアアイテムは命よりも重い?, Reā Itemu wa inochi yori mo omoi) - 55. Non è importante il contenuto dell'Item (アイテムは中身ではなくガワが重要?, Aitemu wa nakamide wanaku gawa ga jūyō) - Racconto Extra. Visita alla tomba del giardino segreto, 1H15'43 Real Time Attack |                                                                             |                   | |
| 7  | 17 gennaio 2022 | ISBN 978-4-06-526603-8 (ed. regolare) ISBN 978-4-06-526604-5 (ed. limitata) | 30 marzo 2023     | ISBN 978-88-287-4805-2 (ed. regolare) ISBN 978-88-287-4329-3 (ed. Expansion Pass)                                       |
| 7  | Capitoli - 56. Vincere la battaglia, perdere la guerra (試合に勝って勝負に負ける?, Shiai ni katte shōbu ni makeru) - 57. Il vento del litigio... col gatto! (そして猫と騒動の風が吹く?, Soshite neko to sōdō no kazegafuku) - 58. Coloro che scoprirono l'oscurità del mondo (世界の暗闇を拓く者?, Sekai no kurayami o hiraku mono) - 59. Amici seminudi in Golem Paradise (半裸と愉快な仲間達inゴーレムパラダイス?, Hanra to yukaina nakama-tachi in Gōremu Paradaisu) - 60. Il passato torna a pugnalarti alla schiena (過去はいつだって背後から刺して来る?, Kako wa itsu datte haigo kara sashite kuru) - 61. Il guardiano incorruttibile (融通知らずの門番?, Yūzū-shirazu no monban) - 62. Agli sconosciuti non far sapere chi sei (未知は明かされるまで賢愚善悪を秘する?, Michi wa akasa reru made kengu zen'aku o hi suru) - 63. Sessione di danza, incontri e zombi (踊る会議、巡る思惑、あとゾンビ?, Odoru kaigi, meguru omowaku, ato Zonbi) - 64. Riunione tagliata, desideri e indizi (加速する会議、迸る欲望、そしてそれぞれの糸口?, Kasoku suru kaigi, hotobashiru yokubō, soshite sorezore no itoguchi) - 65. Conosci chi ti tiene in pugno (誰の掌の上で踊っているのかを知るがいい?, Dare no tenohira no ue de odotte iru no ka o shiru ga ī) - Racconto Extra. Gli abitanti del nido di cristallo                                                               |                                                                             |                   | |
| 8  | 15 aprile 2022 | ISBN 978-4-06-527530-6 (ed. regolare) ISBN 978-4-06-527528-3 (ed. limitata) | 11 maggio 2023    | ISBN 978-88-287-5049-9 (ed. regolare) ISBN 978-88-287-4283-8 (ed. Expansion Pass)                                       |
| 8  | Capitoli - 66. Fatta la nerfata, trovato l'inganno (万物は真下へと落ちる、万象は攻略法を秘める?, Banbutsu wa mashita e to ochiru, banshō wa kōryaku-hō o himeru) - 67. Quando l'uomo sogna l'impossibile, vola in cielo (人は不可能に夢を見る、いざ空を歩く時?, Hito wa fukanō ni yumewomiru, iza sora o aruku toki) - 68. La cascata di cristallo, la simpatia della solitudine (水晶の滝、孤高を通じてのシンパシー?, Suishō no taki, kokō o tsūjite no shinpashī) - 69. La tua voglia è fame (その衝動は、飢餓?, Sono shōdō wa, kiga) - 70. La tua tenacia è sete (その執念は、渇望?, Sono shūnen wa, katsubō) - 71. Disperazione dopo un'aspra battaglia (激闘の果てに、絶望?, Gekitō no hate ni, zetsubō) - 72. Come mangiare Rice al posto del riso (米の代わりにライスを食べる的な?, Amerika no kawarini Raisu o taberu-tekina) - 73. Il battito delle ali (双翼相打つ?, Sōyoku aiutsu) - 74. Colei che porta una nuova marea (新たな潮を招く者?, Aratana shio o maneku mono) - 75. Non è un combattimento, ma una caccia tra predatore e preda (これは戦いではない、捕食者が被捕食者を捕らう狩りである?, Kore wa tatakaide wanai, hoshoku-sha ga hi hoshoku-sha o torau karidearu) - Racconto Extra. Come il professore divenne una maghetta nel mondo virtuale (spiegato in più di dieci parole, ma meno di venti)                                                     |                                                                             |                   | |
| 9  | 15 luglio 2022 | ISBN 978-4-06-528432-2 (ed. regolare) ISBN 978-4-06-528433-9 (ed. limitata) | 13 luglio 2023    | ISBN 978-88-287-5472-5 (ed. regolare) ISBN 978-88-287-5435-0 (ed. Expansion Pass)                                       |
| 9  | Capitoli - 76. Un leone s'impegna con un coniglio, un granchio usa il tagliapizza con una fenice (獅子は兎に全力を、蟹は不死鳥にピザカッター?, Shishi wa usagi ni zenryoku o, kani wa fushichō ni Piza Kattā) - 77. Va bene, hai vinto, però... ora Counter! (勝てばよかろうなのだカウンター?, Kateba yokarou na noda Kauntā) - 78. Cosa dovrei fare? A cosa dovrei puntare? A cosa devo affidarmi? (何をすべきか、何を目指すべきか、何に頼るべきか?, Nani o subeki ka, nani o mezasubeki ka, nani ni tayorubeki ka) - 79. Corri, usa l'irritazione come benzina! (駆けろ、焦燥を燃料に?, Kakero, shōsō o nenryō ni) - 80. Martellate a una bambina di porcellana (着飾る泥人形に鉄槌を?, Kikazaru doro ningyō ni tettsui o) - 81. Il depravato volante trova il potere per caso (そして宙を舞う変態と最大火力は邂逅す?, Soshite chū o mau hentai to saidai karyoku wa kaigō su) - 82. Annusa come un cane da caccia (猟犬の如く嗅ぎ付けて?, Ryōken nogotoku kagitsukete) - 83. Nutrendo la lanterna dell'ambizione parte 1 (大志の灯火を抱いて 其の一?, Taishi no tomoshibi o daite sono ichi) - 84. Nutrendo la lanterna dell'ambizione parte 2 (大志の灯火を抱いて 其のニ?, Taishi no tomoshibi o daite sono ni) - 85. Nutrendo la lanterna dell'ambizione parte 3 (大志の灯火を抱いて 其の三?, Taishi no tomoshibi o daite sono san) - Racconto Extra. Duello! Toxic Eagle |                                                                             |                   | |
| 10 | 16 settembre 2022 | ISBN 978-4-06-529136-8 (ed. regolare) ISBN 978-4-06-529137-5 (ed. limitata) | 14 settembre 2023 | ISBN 978-88-287-6872-2 (ed. regolare) ISBN 978-88-287-5604-0 (ed. Expansion Pass)                                       |
| 10 | Capitoli - 86. Nutrendo la lanterna dell'ambizione parte 4 (大志の灯火を抱いて 其の四?, Taishi no tomoshibi o daite sono shi) - 87. Nutrendo la lanterna dell'ambizione parte 5 (大志の灯火を抱いて 其の五?, Taishi no tomoshibi o daite sono go) - 88. Nutrendo la lanterna dell'ambizione parte 6 (大志の灯火を抱いて 其の六?, Taishi no tomoshibi o daite sono roku) - 89. Nutrendo la lanterna dell'ambizione parte 7 (大志の灯火を抱いて 其の七?, Taishi no tomoshibi o daite sono nana) - 90. Nutrendo la lanterna dell'ambizione parte 8 (大志の灯火を抱いて 其の八?, Taishi no tomoshibi o daite sono hachi) - 91. Nutrendo la lanterna dell'ambizione parte 9 (大志の灯火を抱いて 其の九?, Taishi no tomoshibi o daite sono kyū) - 92. Nutrendo la lanterna dell'ambizione parte 10 (大志の灯火を抱いて 其の十?, Taishi no tomoshibi o daite sono jū) - 93. Nutrendo la lanterna dell'ambizione parte 11 (大志の灯火を抱いて 其の十一?, Taishi no tomoshibi o daite sono jū ichi) - 94. Nutrendo la lanterna dell'ambizione parte 12 (大志の灯火を抱いて 其の十ニ?, Taishi no tomoshibi o daite sono jū ni) - 95. Nutrendo la lanterna dell'ambizione parte 13 (大志の灯火を抱いて 其の十三?, Taishi no tomoshibi o daite sono jū san) - Racconto Extra. Oggi cosa mi consigli?                                                                                       |                                                                             |                   | |
| 11 | 16 dicembre 2022 | ISBN 978-4-06-529989-0 (ed. regolare) ISBN 978-4-06-529990-6 (ed. limitata) | 23 novembre 2023  | ISBN 978-88-287-7521-8 (ed. regolare) ISBN 978-88-287-7174-6 (ed. Expansion Pass)                                       |
| 11 | Capitoli - 96. Una volta nella vita, quante volte vuoi (一期一会を何度でも?, Ichigoichie o nandodemo) - 97. Perché giochi? - La risposta di Oikattso (貴方はなんのためにゲームをしますか？：オイカッツォの回答?, Anata wa nan no tame ni Gēmu o shimasu ka? : Oikattso no kaitō) - 98. Perché giochi? - La risposta di Pencilgon (貴方はなんのためにゲームをしますか？：ペンシルゴンの回答?, Anata wa nan no tame ni gēmu o shimasu ka? : Penshirugon no kaitō) - 99. Scala reale con jolly (ジョーカー混じりのストレートフラッシュ?, Jōkā-majiri no Sutorēto Furasshu) - 100. Attenzione carico deperibile (運送品はナマモノ注意?, Unsō-hin wa namamono chūi) - 101. La Scarlet Whale affronta il mostro (赤鯨、魚怪と相対す?, Aka kujira,-gyo kai to sōtai su) - 102. Tempesta, onde alte, controllo sanità (荒天荒波SANチェック?, Kōten aranami SAN Chekku) - 103. Il dado è tratto (既に賽は投げられていた?, Sudeni sai wa nage rarete ita) - 104. La pace è finita, o città morta, torna in vita (静謐が終わる、廃都よ賑やかなれ?, Seihitsu ga owaru, hai-to yo nigiyaka nare) - 105. Squalo e uccello che discutono negli abissi (深淵に抗う鮫と鳥?, Shin'en ni aragau same to tori) - Racconto Extra. Sono proprio i passatempi quelli che impegnano di più |                                                                             |                   | |
| 12 | 16 marzo 2023 | ISBN 978-4-06-531037-3 (ed. regolare) ISBN 978-4-06-531036-6 (ed. limitata) | 8 febbraio 2024   | ISBN 978-88-287-7799-1 (ed. regolare) ISBN 978-88-287-7638-3 (ed. Expansion Pass)                                       |
| 12 | Capitoli - 106. Un mondo capovolto... anche nella logica! (ハンテンするセカイ、コトワリすらも?, Hanten suru sekai, kotowari sura mo) - 107. Limit Limit March (リミットリミット・マーチ?, Rimitto Rimitto Māchi) - 108. Ma noi viviamo nell'acqua! Capitolo del regaleco (だって水棲だもの 龍王魚編?, Datte suiseida mono ryū-gyo-hen) - 109. Butto giù tre ryugyo (いざ龍魚三枚おろし?, Iza ryū-gyo sanmai oroshi) - 110. Tuono e distruzione... bingo! (轟音と破壊をビーコンに?, Gōon to hakai o bīkon ni) - 111. E così fu che i Wolfgang passarono dal mare a un grattacielo... (そして旅狼(ヴォルフガング)は海から摩天楼へ?, Soshite tabi ōkami (Vorufugangu) wa umi kara matenrō e) - 112. Più brillante della pioggia di meteore (流星雨の一等星?, Ryūsei ame no ittōsei) - 113. In una città nel caos, bene e male si confondono (混沌たる街に正義と悪は駆け巡る?, Kontontaru machi ni seigi to aku wa kake meguru) - 114. Un gioco basato sui personaggi (キャラゲーとはすなわち?, Kyaragē to wa sunawachi) - 115. Il freddo vento dell'inverno porta il caos (木枯らし渦巻き混沌を混ぜる?, Kogarashi uzumaki konton o mazeru) - Racconto Extra. La vagabonda che passava di lì per caso... |                                                                             |                   | |
| 13 | 17 maggio 2023 | ISBN 978-4-06-531586-6 (ed. regolare) ISBN 978-4-06-531585-9 (ed. limitata) | 11 aprile 2024    | ISBN 978-88-287-8727-3 (ed. regolare) ISBN 978-88-287-8265-0 (ed. Expansion Pass)                                       |
| 13 | Capitoli - 116. Darsi arie per un solo istante è il limite della luce abbagliante (ただ一瞬にて気取るは灼光の限界?, Tada isshun nite kidoru wa shakkō no genkai) - 117. Alla fine, chi dei due si è fermato? (果たしてどちらが寄り道か?, Hatashite dochira ga yorimichi ka) - 118. Gli energy drink nazionali che beve il mezzo nudo sono deboli (半裸が飲む国産のエナドリは、薄い?, Hanra ga nomu kokusan no enadori wa, usui) - 119. Cento metri al secondo di voglia di uccidere (秒速百メートルの殺意?, Byōsoku hyaku Mētoru no satsui) - 120. Non aver timore dei tiranni (暴君を恐るる事なかれ?, Bōkun o osoruru koto nakare) - 121. O re degli abissi marini, ti offro un pestaggio! (深き海の王よ、ぶちのめし奉る?, Fukaki umi no ō yo, buchinomeshi tatematsuru) - 122. Cavalca, sali e fa' chiasso senza luce (無影にて駆けろ、登れ、そして騒げ?, Muyō nite kakero, nobore, soshite sawage) - 123. Alla fine, chi ha avuto ciò che gli spettava? (果たして誰が因果応報か?, Hatashite dare ga ingaōhō ka) - 124. Situazione critica per l'anonimo idiota del Team A (匿名野郎Aチーム、そして風雲急?, Baka yarō A Chīmu, soshite fūun kyū) - 125. Per chi ci sforziamo (pagati) (誰が為の尽力?, Daregatame no yūryō) - Racconto Extra. Pentolata caotica - L'emissario della sconfitta                                                                                 |                                                                             |                   | |
| 14 | 14 luglio 2023 | ISBN 978-4-06-532219-2 (ed. regolare) ISBN 978-4-06-532220-8 (ed. limitata) | 9 maggio 2024     | ISBN 978-88-287-8733-4 (ed. regolare) ISBN 978-88-287-8798-3 (ed. Expansion Pass)                                       |
| 14 | Capitoli - 126. La zucca fuori stagione e la cavallerizza che non vuole crepare (季節外れのカボチャとくっ殺しない女騎士?, Kisetsuhazure no kabocha to kukkoro shinai on'na kishi) - 127. Imitazione del destino... sii fedele al male! (因縁模倣、汝悪に忠実たれ?, In'nen mohō, nanji aku ni chūjitsutare) - 128. Not consenso informato (Not インフォームド・コンセント?, Not Infōmudo Konsento) - 129. Una fatica inutile, eppure, senza provarci, non si va da nessuna parte... (掉棒打星、されど振らぬ事には始まらない?, Tōbōdasei, saredo furanu koto ni wa hajimaranai) - 130. Il capofila che lotta, il cattivo che ride, il pervertito che brilla... (足掻く先鋒、笑う外道、光る変態?, Agaku senpō, warau gedō, hikaru hentai) - 131. I malvagi si celano nell'ombra e deridono la pace (悪辣は陰に潜み平穏を嗤う?, Akuratsu wa in ni hisomi heion o warau) - 132. Danza... danza sul palco malefico! (外道劇場にて踊れや踊れ?, Gedō gekijō nite odoreya odore) - 133. Frega chi frega chi frega chi frega (裏の裏の裏の裏をかく?, Ura no ura no ura no ura o kaku) - 134. Gasolina sul falò, a litrate (焚き火にガソリンをリットルで?, Takibi ni Gasorin o rittoru de) - 135. Il teatro malefico si surriscalda (外道劇場ヒートアップ?, Gedō gekijō Hīto Appu) - Racconto Extra. Apparizione spettrale! Il fantasma dal mantello bianco di Third Rema                 |                                                                             |                   | |
| 15 | 17 ottobre 2023 | ISBN 978-4-06-533152-1 (ed. regolare) ISBN 978-4-06-533146-0 (ed. limitata) | 11 luglio 2024    | ISBN 978-88-287-9243-7 (ed. regolare) ISBN 978-88-287-9245-1 (ed. Expansion Pass)                                       |
| 15 | Capitoli - 136. La passione ti fa forte, l'amore ti stringe all'angolo (恋が貴方を強くした、愛が貴方を追い詰める?, Koi ga anata o tsuyoku shita, ai ga anata o oitsumeru) - 137. L'eroe arriva in ritardo (ヒーローは遅れてやってくる?, Hīrō wa okurete yatte kuru) - 138. La meteora non si ferma (流星は止まらない?, Ryūsei wa tomaranai) - 139. Il male è stato sconfitto! (あくはほろびた！?, Aku wa horobita!) - 140. La sfidante presuntuosa: Ignition (傲岸不遜のチャレンジャー：イグニッション?, Gōgan fuson no Charenjā: Igunisshon) - 141. Il perdente che non ingrana: Backdraft (不全燃焼のルーザー：バックドラフト?, Fuzen nenshō no Rūzā: Bakkudorafuto) - 142. Il vendicatore furibondo: Burnout (怒髪衝天のリベンジャー：バーンアウト?, Dohatsushōten no Ribenjā: Bānauto) - 143. L'invasore tra le fiamme roventi: Full Throttle (活火激発のインベーダー：フルスロットル?, Katsuka gekihatsu no Inbēdā: Furu Surottoru) - 144. L'ipervelocità spaccone: Torque Burst (気炎万丈のハイスピーダー：トルクバースト?, Kienbanjō no Hai Supīdā: Toruku Bāsuto) - 145. Fuoco incrociato nella lotta fra titani: Dead Heat (竜騰虎闘のクロスファイア：デッドヒート?, Ryū tōkotō no Kurosufaia: Deddo Hīto) - Racconto Extra. Se solo avessi chiesto "Ti sei tagliata i capelli?", in qualche modo avremmo risolto...                                                  |                                                                             |                   | |
| 16 | 15 dicembre 2023 | ISBN 978-4-06-533887-2 (ed. regolare) ISBN 978-4-06-533892-6 (ed. limitata) | 12 settembre 2024 | ISBN 978-88-287-9777-7 (ed. regolare) ISBN 978-88-287-9811-8 (ed. Expansion Pass)                                       |
| 16 | Capitoli - 146. Il valoroso Breaker: Deadweight (義気凛然のブレイカー：デッドウェイト?, Gikirinzen no Bureikā: Deddo Ueito) - 147. Oltraggio euforico: Highlight (意気軒昂のアウトレイジ：ハイライト?, Ikikenkō no autoreiji: Hairaito) - 148. Coraggio sconsiderato della stella proibita: Overheat (暴虎馮河のフォビドゥンスター：オーバーヒート?, Bōkohyōga no Fobidoun Sutā: Ōbāhīto) - 149. Fantasista dello stallo a tempo perso (エンスト・ロスタイムファンタジスタ?, Ensuto Rosu Taimu Fantajisuta) - 150. Lotta contro il male (悪の足搔き?, Aku no ashi kaki) - 151. Final Middle Reliever: Finisher Hold (堂々終劇のミドルリリーフ：フィニッシュホールド?, Dōdō tsui geki no midoru Rirīfu: Finisshu Hōrudo) - 152. Passaggio del testimone a tutta birra (アンカーへバトンを全力投球?, Ankā e baton o zenryoku tōkyū) - 153. La strada per la realizzazione (結実に至る道?, Ketsujitsu ni itaru michi) - 154. Insegui l'ombra e superala (その影を追い、今それを越える?, Sono kage o oi, ima sore o koeru) - 155. Star your Hero Time! (Start your Hero Time！?) - Racconto Extra. Assalto! Cena nelle profondità |                                                                             |                   | |
| 17 | 17 aprile 2024 | ISBN 978-4-06-535179-6 (ed. regolare) ISBN 978-4-06-535175-8 (ed. limitata) | 7 novembre 2024   | ISBN 979-12-21902-92-1 (ed. regolare) ISBN 979-12-21903-99-7 (ed. Expansion Pass)                                       |
| 17 | Capitoli - 156. Cade una stella: al di là di una special (星落とし：必殺の先へ?, Hoshi otoshi: Hissatsu no saki e) - 157. Dove convergono allenamento e pratica (修練と研修の収束?, Shūren to kenshū no shūsoku) - 158. Round Extra Party Time (エクストララウンド・パーティータイム！?, Ekusutora Raundo Pātī Taimu!) - 159. La folla si accalca nella miniera d'oro inesplorata (未踏の金鉱山に人は集まる?, Mitō no kin kōzan ni hito wa atsumaru) - 160. Lo spassoso disastro della festa (prima parte) (たのしいにじかいだいさんじ：前編?, Tanoshī niji kaida isanji: Zenpen) - 161. Lo spassoso disastro della festa (seconda parte) (たのしいにじかいだいさんじ：後編?, Tanoshī niji kaida isanji: Kōhen) - 162. Gita nella città degli abissi, coniglio annesso (深淵都市観光兎付き?, Shin'en toshi kankō usagi-tsuki) - 163. Mega Transformer fritto misto: Kalamar! (海産物合体カイセンオー!!!?, Kaisanbutsu gattai kaisen'ō!!!) - 164. Comodo quanto una stanza da Net-Cafè (居心地はネカフェの個室くらい?, Igokochi wa Nekafe no koshitsu kurai) - 165. Lettera di divorzio a un angelo... (天使に三行半を…?, Tenshi ni mikudarihan o…) - Racconto Extra. Se li avessimo dati alle fiamme... |                                                                             |                   | |
| 18 | 17 luglio 2024 | ISBN 978-4-06-536037-8 (ed. regolare) ISBN 978-4-06-536036-1 (ed. limitata) | 13 febbraio 2025  | ISBN 979-12-21908-53-4 (ed. regolare) ISBN 979-12-21910-82-7 (ed. Expansion Pass)                                       |
| 18 | Capitoli - 166. Giorni legati, che legano, di legami (繋ぐ、繋がる、繋ぎの日?, Tsunagu, tsunagaru, tsunagi no hi) - 167. Scatta prima del tre, quattro o cinque (四を挟んで五より走る?, Shi o hasande go yori hashiru) - 168. Apice del fallimento (破綻する頂点?, Hatan suru chōten) - 169. Come accendere un fiammiero bagnato (湿気たマッチに火を灯すように?, Shikketa Matchi ni hi o tomosu yō ni) - 170. Non liberarti dal disagio, abbraccia il disagio (焦燥よりの解放、いざ焦燥を抱え走れ?, Shōsō yori no kaihō, iza shōsō o kakae hashire) - 171. Il tesoro dormiente, la testa decapitata e, infine, il ritorno (眠る財宝、被る首級、そして帰還するーー?, Nemuru zaihō, kōmuru shukyū, soshite kikan suru) - 172. Significato di estremo (極点の意味?, Kyokuten no imi) - 173. Uniti, ricevendo il cielo, parte 1 (倶に天を戴いて 其の一?, Tomoni ten o itadaite sono ichi) - 174. Uniti, ricevendo il cielo, parte 2 (倶に天を戴いて 其の二?, Tomoni ten o itadaite sono ni) - 175. Uniti, ricevendo il cielo, parte 3 (倶に天を戴いて 其の三?, Tomoni ten o itadaite sono san) - Racconto Extra. Siamo tornati all'assalto! Cena negli abissi... |                                                                             |                   | |
| 19 | 17 settembre 2024 | ISBN 978-4-06-536776-6 (ed. regolare) ISBN 978-4-06-536777-3 (ed. limitata) | 22 maggio 2025    | ISBN 979-12-21918-76-2 (ed. regolare) ISBN 979-12-21919-48-6 (ed. Expansion Pass)                                       |
| 19 | Capitoli - 176. Uniti, ricevendo il cielo, parte 4 (倶に天を戴いて 其の四?, Tomoni ten o itadaite sono shi) - 177. Uniti, ricevendo il cielo, parte 5 (倶に天を戴いて 其の五?, Tomoni ten o itadaite sono go) - 178. Uniti, ricevendo il cielo, parte 6 (倶に天を戴いて 其の六?, Tomoni ten o itadaite sono roku) - 179. Uniti, ricevendo il cielo, parte 7 (倶に天を戴いて 其の七?, Tomoni ten o itadaite sono nana) - 180. Uniti, ricevendo il cielo, parte 8 (倶に天を戴いて 其の八?, Tomoni ten o itadaite sono hachi) - 181. Uniti, ricevendo il cielo, parte 9 (倶に天を戴いて 其の九?, Tomoni ten o itadaite sono kyū) - 182. Uniti, ricevendo il cielo, parte 10 (倶に天を戴いて 其の十?, Tomoni ten o itadaite sono jū) - 183. Uniti, ricevendo il cielo, parte 11 (倶に天を戴いて 其の十一?, Tomoni ten o itadaite sono jū ichi) - 184. Uniti, ricevendo il cielo, parte 12 (倶に天を戴いて 其の十二?, Tomoni ten o itadaite sono jū ni) - 185. Uniti, ricevendo il cielo, parte 13 (倶に天を戴いて 其の十三?, Tomoni ten o itadaite sono jū san) - Racconto Extra. Lui è 1+N lineamenti |                                                                             |                   | |
| 20 | 15 novembre 2024 | ISBN 978-4-06-537743-7 (ed. regolare) ISBN 978-4-06-537744-4 (ed. limitata) | 11 settembre 2025 | ISBN 979-12-21928-01-3                                                                                                  |
| 20 | Capitoli - 186. (倶に天を戴いて 其の十四?, Tomoni ten o itadaite sono jū shi) - 187. (倶に天を戴いて 其の十五?, Tomoni ten o itadaite sono jū go) - 188. (倶に天を戴いて 其の十六?, Tomoni ten o itadaite sono jū roku) - 189. (倶に天を戴いて 其の十七?, Tomoni ten o itadaite sono jū nana) - 190. (倶に天を戴いて 其の十八?, Tomoni ten o itadaite sono jū hachi) - 191. (倶に天を戴いて 其の十九?, Tomoni ten o itadaite sono jū kyū) - 192. (倶に天を戴いて 其の二十?, Tomoni ten o itadaite sono nijū) - 193. (倶に天を戴いて 其の二十一?, Tomoni ten o itadaite sono nijū ichi) - 194. (倶に天を戴いて 其の二十二?, Tomoni ten o itadaite sono nijū ni) - 195. (倶に天を戴いて 其の二十三?, Tomoni ten o itadaite sono nijū san) |                                                                             |                   | |
| 21 | 17 febbraio 2025 | ISBN 978-4-06-538421-3 (ed. regolare) ISBN 978-4-06-538426-8 (ed. limitata) | —                 | — |
| 21 | Capitoli - 196. (倶に天を戴いて 其の二十四?, Tomoni ten o itadaite sono nijū yon) - 197. (倶に天を戴いて 其の二十五?, Tomoni ten o itadaite sono nijū go) - 198. (倶に天を戴いて 其の二十六?, Tomoni ten o itadaite sono nijū roku) - 199. (倶に天を戴いて 其の二十七?, Tomoni ten o itadaite sono nijū nana) - 200. (倶に天を戴いて 其の二十八?, Tomoni ten o itadaite sono nijū hachi) - 201. (倶に天を戴いて 其の二十九?, Tomoni ten o itadaite sono nijū kyū) - 202. (倶に天を戴いて 其の三十?, Tomoni ten o itadaite sono san jū) - 203. (倶に天を戴いて 其の三十一?, Tomoni ten o itadaite sono san jū ichi) - 204. (倶に天を戴いて 其の三十二?, Tomoni ten o itadaite sono san jū ni) - 205. (倶に天を戴いて 其の三十三?, Tomoni ten o itadaite sono san jū san) |                                                                             |                   | |
| 22 | 16 aprile 2025 | ISBN 978-4-06-539092-4 (ed. regolare) ISBN 978-4-06-539093-1 (ed. limitata) | —                 | — |
| 22 | Capitoli - 206. (倶に天を戴いて 其の三十四?, Tomoni ten o itadaite sono san jū yon) - 207. (我ら人の味方に非ざれど、防波の先陣に立つ?, Warera no mikata ni hi zaredo, bōha no senjin ni tatsu) - 208. (道は違えど心は同じ?, Michi wa chigaedo kokoro wa onaji) - 209. (戦火を嗅ぎつける獣?, Senka o kagitsukeru kemono) - 210. (裏方、あるいは神と呼称される者?, Urakata, aruiwa kami to koshō sa reru mono) - 211. (ウルフパック・トランスファー?, Urufupakku Toransufā) - 212. (其は天穹を覇する黄金の失墜を望む者?, Sore wa tenkyū o hasuru ōgon no shittsui o nozomu mon) - 213. (リアル・ストロング?, Riaru Sutorongu) - 214. (わるいおおかみ、きれるうさぎ、へんたいねこ?, Warui o okami, kireru usagi, hentai neko) - 215. (歴史的正当性を行使した合法半裸及び職人的見地から語る変態の異常性?, Rekishiteki seitō-sei o kōshi shita gōhō hanra oyobi shokuninteki kenchi kara kataru hentai no ijōsei) |                                                                             |                   | |
| 23 | 12 agosto 2025 | ISBN 978-4-06-540009-8                                                      | —                 | — |
| 23 | Capitoli - 216. (アンコントロール・モーション?, Ankontorōru Mōshon) - 217. (有名税は意図せずして?, Yūmei zei wa ito sezu shite) - 218. (つわものどものゆめのあと?, Tsuwa monodomo no yume no ato) - 219. (目的地到達RTA、多分世界記録?, Mokutekichi tōtatsu RTA, tabun sekai kiroku) - 220. (見苦しくも足掻いた噛ませ犬の物語?, Migurushiku mo agaita kama se inu no monogatari) - 221. (案山子ではなく、その一分一秒が歴史となる?, Kakashide wa naku, sono ippun'ichibyō ga rekishi to naru) - 222. (インフォメーションパワー・アタック!!!!!?, Infomēshon Pawā Atakku!!!!!) - 223. (インフォメーション・クロスカウンター?, Infomēshon Kurosu Kauntā) - 224. (手痛い停滞って一体?, Teitai teitai tte ittai) - 225. (強者の代償、されどその目は烈火の如く?, Tsuwamono no daishō, saredo sono-me wa rekka nogotoku) |                                                                             |                   | |
| 24 | 17 ottobre 2025 | ISBN 978-4-06-541109-4                                                      | —                 | — |

#### Capitoli non ancora in formatotankōbon
Questa lista è suscettibile di variazioni e potrebbe essere incompleta o non aggiornata.

- 226.  (黄金の月よ、青く冷たく?, Ōgon no tsuki yo, aoku tsumetaku)
- 227.  (男なら黒に染まれ、その身滅びども?, Otokonara kuro ni somare, sono mi horobidomo)
- 228.  (やり込み要素は狂気の沙汰ほど面白い?, Yarikomi yōso wa kyōki no sata hodo omoshiroi)
- 229.  (狼争開幕、最初にガラスをぶち破れ?, Okami arasoi kaimaku, saisho ni garasu o buchi yabure)
- 230.  (狼争佳境・キレッキレのイニシアチブ?, Ōkami kakyo ・ Kirekkire no Inishiachibu)
- 231.  (狼争増援・服従か、追放か?, Ōkami zōen: Fukujū ka, tsuihou ka)
- 232.  (狼争決着・結局最後は肉体言語?, Ōkami araso ketchaku: Kekkyoku saigo wa nikutai gengo)
- 233.  (スリップ・スラッシュ・スクランブル?, Surippu Surasshu Sukuranburu)

### Anime

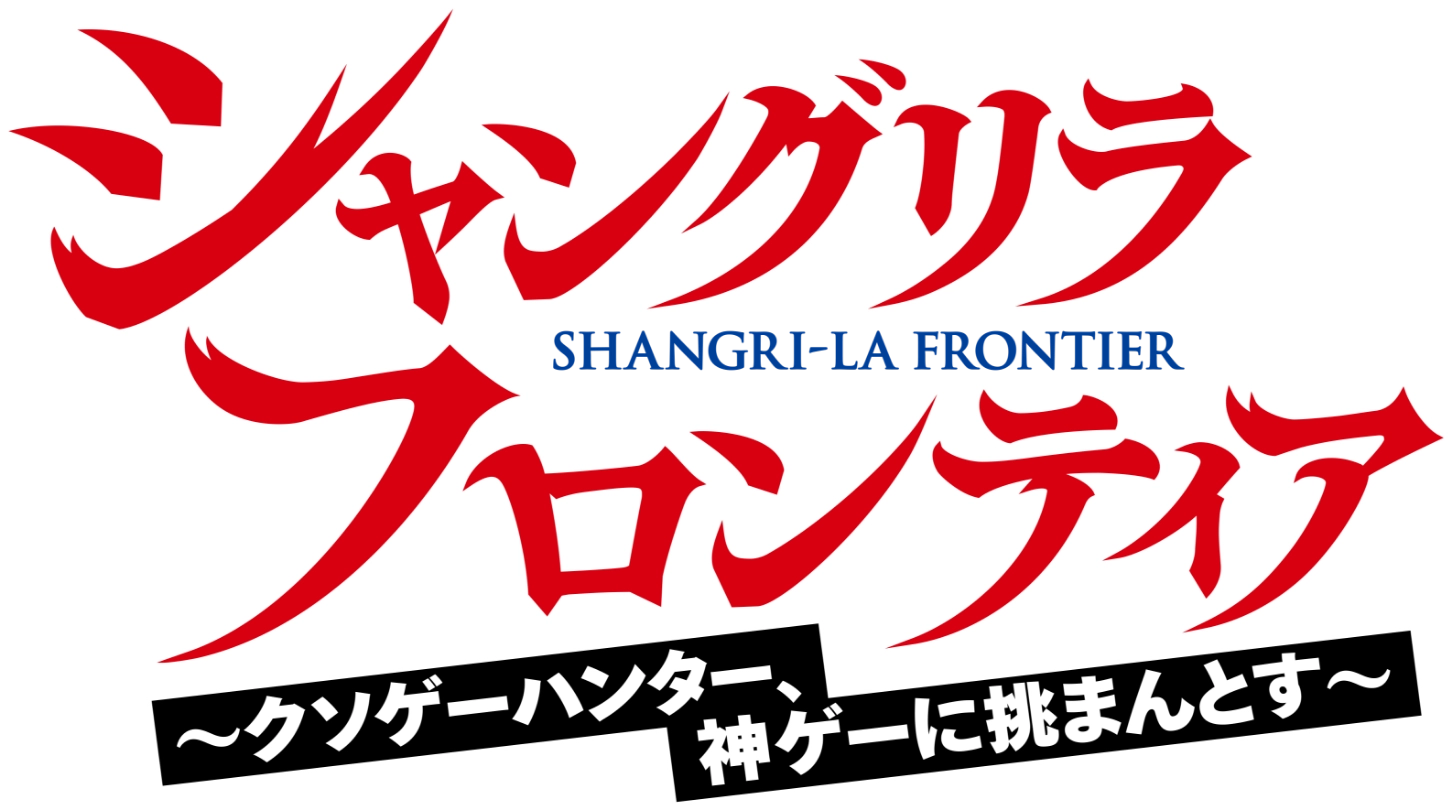
Logo ufficiale della serie anime

Il 7 luglio 2022 è stato annunciato un adattamento anime prodotto da C2C. La serie è diretta da Toshiyuki Kubooka, con Hiroki Ikeshita come assistente alla regia, Kazuyuki Fudeyasu come sceneggiatore, Ayumi Kurashima per il character design e Monaca alla composizione della colonna sonora. La serie è stata trasmessa dal 1º ottobre 2023 al 31 marzo 2024 nel blocco di programmazione Nichigo su tutte le reti JNN, tra cui MBS e TBS. La sigla d'apertura è Broken Games di FZMZ mentre quella di chiusura è Ace di Chico. La seconda coppia di sigle invece presenta Danger Danger di FZMZ feat. Icy in apertura e Gajumaru: Heaven in the Rain (ガジュマル ～Heaven in the Rain～?) di Reona. I diritti di distribuzione al di fuori dell'Asia sono stati acquistati da Crunchyroll. Il doppiaggio italiano è stato pubblicato dal 22 ottobre 2023 al 21 aprile 2024. Il doppiaggio italiano è curato da Molok Studios di Milano sotto la direzione di Massimo Di Benedetto. L'adattamento dei dialoghi dell'edizione italiana è stato effettuato da Elena Rovati.
Una seconda stagione è stata trasmessa dal 13 ottobre 2024 al 30 marzo 2025. La sigla d'apertura è Queen di LiSA mentre quella di chiusura è Anya no Dancer: Dancer in the Dark Night (闇夜のダンサー -Dancer in the Dark Night?, Yamiyo no Dansā - Dancer in the Dark Night) di Otoha. I diritti di distribuzione al di fuori dell'Asia sono stati rinnovati da Crunchyroll. Il doppiaggio italiano viene pubblicato dal 3 novembre 2024.
La terza stagione è stata annunciata dopo la conclusione della seconda.

#### Episodi

##### Prima stagione
| Nº serie | Nº   | Titolo italiano Giapponese 「Kanji」 - Rōmaji | In onda          | In onda          |
| Nº serie | Nº   | Titolo italiano Giapponese 「Kanji」 - Rōmaji | Giapponese       | Italiano         |
| 1        | 1    | Tu perché giochi? 「貴方はなんのためにゲームをしますか？」 - Anata wa nan no tame ni Gēmu o shimasu ka? | 1º ottobre 2023  | 22 ottobre 2023  |
| 1        | 1    | Nel prossimo futuro, i giochi basati su schermo verranno sostituiti da giochi VR full immersive. Il mercato viene presto invaso da giochi di bassa qualità pieni di glitch noti come "giochi spazzatura". Una percentuale di giocatori è ossessionata dal completamento di giochi spazzatura nonostante i glitch. Un "cacciatore di giochi spazzatura" è Rakuro, che si fa chiamare Sunraku. La sua compagna di classe Rei ha una cotta per lui, ma è troppo nervosa per parlargli. Dopo aver trascorso settimane a completare il suo ultimo gioco, Rakuro soffre di esaurimento mentale e viene convinto dalla proprietaria del negozio locale Mana a giocare invece a un gioco mainstream, completamente privo di glitch con 30 milioni di giocatori, Shangri-La Frontier. Attenendosi al suo stile di gioco preferito, Rakuro crea un personaggio Wanderer (Viandante) con lame gemelle, bonus di fortuna extra e un'armatura minima, ad eccezione dei pantaloncini da bagno e di una maschera con la testa di uccello. Scegliendo di saltare l'introduzione del gioco, Rakuro inizia a combattere i mostri mentre si dirige verso la città di partenza Firstia. Con un po' di fortuna, Rakuro sale di livello rapidamente ed è stupito dal gameplay privo di glitch, decidendo infine di saltare Firstia e andare nella città più avanzata di Secondil. Il ponte è bloccato dal boss dei serpenti dell'area di Firstia, che Rakuro attacca con sconsiderato entusiasmo. L'introduzione che Rakuro ha saltato in precedenza rivela che i giocatori possono scegliere qualsiasi stile di gioco, inclusi personaggi non di combattimento come accademici, mercanti e agricoltori.                  |                  |                  |
| 2        | 2    | L'eccentrico 「特異なる者」 - Tokuinaru mono | 8 ottobre 2023   | 29 ottobre 2023  |
| 2        | 2    | Rei, già potente guerriera a Shangri-La, fa visita a Firstia sperando di incontrare Rakuro all'inizio del gioco. È delusa quando lui non appare e presume che Rakuro abbia già visitato Firstia e se ne sia andato prima del suo arrivo. Nonostante la sua esperienza nei combattimenti con i boss Rakuro quasi muore, non avendo saputo che il boss serpente di solito richiede almeno tre giocatori. La sua vittoria lo promuove al livello 14, ma la sua salute continua a diminuire a causa del veleno del serpente. È costretto a correre fino a Secondil, dove il giocatore veterano Reiji lo aiuta a registrare un punto di respawn prima di morire in modo da non dover ricominciare il gioco da capo. Dopo essere rientrato, Rakuro si rende conto che i suoi pantaloncini da bagno lo fanno risaltare, e non in senso positivo, costringendolo a comprare un'armatura normale, anche se mantiene la maschera da uccello. Avendo bisogno di nuove armi, il fabbro lo manda nella palude di Diremarsh per estrarre il minerale, il che è più difficile di quanto Rakuro pensasse all'inizio, poiché il fango realistico della palude rallenta i suoi movimenti. Ora equipaggiato con pugnali di palude, Rakuro ignora gli avvertimenti dei fabbri e va a caccia di mostri di notte. Rei decide di cercare Rakuro a Secondil, nonostante l'improbabilità che un nuovo giocatore arrivi così lontano da solo. Rakuro incontra Lycagon l'Uccisore della Notte, un mostro completamente unico che è di così alto livello che non è mai stato sconfitto da 30 milioni di giocatori. |                  |                  |
| 3        | 3    | Il Predatore Notturno 「黒狼夜襲」 - Kuro ōkami yashū | 15 ottobre 2023  | 5 novembre 2023  |
| 3        | 3    | Rei scopre che Rakuro ha già raggiunto Secondil. Altri giocatori notano che Rei appartiene a uno dei sette clan formati per cacciare le sette bestie uniche, nel caso di Rei il suo clan caccia Lycagon. Nonostante l'esecuzione di colpi perfetti sui punti deboli critici di Lycagon, le gambe di Rakuro vengono morse, ma giura di trovare e sconfiggere Lycagon prima di completare il gioco. Rigenerandosi, si ritrova afflitto dalla Maledizione di Licagone; non può equipaggiare armature alle gambe o al corpo, anche se ora sono immuni alla magia, non può più combattere mostri più deboli di lui e gli PNG lo tratteranno in modo diverso. Inoltre, la maledizione è permanente, a meno che non venga rimossa da una Santa o uccida Lycagon. Costretto a tornare ai suoi pantaloncini da bagno, Rakuro si imbatte improvvisamente in uno scenario unico, un invito alla città dei conigli Rabituza che accetta, ignaro che il livello di abilità consigliato sia 80. All'interno dello scenario, si congratula con lui il coniglio bianco di nome Emul per aver incarnato lo spirito del coniglio Vorpal; attaccare volontariamente un nemico superiore colpendo solo i punti deboli. Per Lycagon maledirlo era in realtà una maniera di segnarlo come un degno avversario; in quanto tale, Rakuro è il primo giocatore mai invitato a incontrare il Re Coniglio Vysache. Un breve flashback mostra Rei che ha iniziato a giocare su consiglio di Mana, con la promessa che Mana avrebbe anche fatto iniziare a giocare Rakuro in modo che Rei potesse avvicinarsi a lui. |                  |                  |
| 4        | 4    | Superare i preconcetti grazie ai giochi brutti 「肥えた価値観をクソゲーで濯ぐ」 - Koeta kachikan o kusogē de sosogu | 22 ottobre 2023  | 12 novembre 2023 |
| 4        | 4    | Rei non riesce ancora a localizzare Rakuro, ma Mana la convince a continuare a provare. Rakuro legge le procedure dettagliate online e conferma di essere sicuramente il primo a incontrare Vysache. Vysache gli offre un addestramento Vorpal e lo equipaggia con un collare che riduce i suoi guadagni di esperienza del 50% ma aumenta i suoi guadagni di status del 250%. Rakuro viene inaspettatamente invitato al BERP, un vecchio gioco di spazzatura usato come punto d'incontro per i cacciatori di spazzatura più accaniti, dal suo amico online Katzo. Katzo è confuso dal fatto che Rakuro giocasse a un gioco tradizionale, fino a quando Rakuro non spiega la sua rivalità con Lycagon. Katzo prende in considerazione l'idea di giocare anche a Shangri-La, così come Arthur Pencilgon, un'altra cacciatrice di giochi spazzatura e amica di Rakuro. A causa di molti nuovi giocatori durante la pausa estiva, Rakuro lascia temporaneamente lo scenario Vorpal unico per concentrarsi sul raggiungimento della città successiva, Thirdrema. Emul lo accompagna come seguace PNG in modo che possano teletrasportarsi a Rabituza in qualsiasi momento. Sfortunatamente, non essendo mai stati visti prima, i giocatori scattano rapidamente foto volendo sapere come possono ottenere un PNG coniglio vorpal. Rakuro conferma che i mostri deboli ora fuggono da lui. Sceglie invece di sconfiggere il boss dell'area, Mud-Digger, in modo da poter viaggiare fino a Thirdrema. Sfortunatamente, Mud-Digger vive in una palude che rallenta di nuovo i movimenti di Rakuro. Quella notte, Rakuro ha un incubo: Emul è un demone che mangia il suo personaggio quando si disconnette. |                  |                  |
| 5        | 5    | E così, vieni circondato da lance in tumulto 「かくて汝、騒動の槍衾に囲まれん」 - Kakute nanji, sōdō no yaribusuma ni kakomaren | 29 ottobre 2023  | 19 novembre 2023 |
| 5        | 5    | Rakuro cerca di fare affidamento sulle abilità ma quasi muore, fino a quando Emul lo salva, rendendosi conto che era così abituato a giocare da solo, che ha dimenticato che Emul era il suo membro del gruppo e può aiutarlo a combattere. Dopo aver ferito Mud-Digger, Rakuro viene scagliato in aria per morire a causa della caduta estrema che non può essere evitata da nessuna abilità. Fortunatamente, Emul lo teletrasporta sopra Mud-Digger, trasformando la sua caduta in una testata troppo potente che uccide Mud-Digger all'istante. Rakuro è contento della vittoria, ma deluso da se stesso per aver usato Emul poiché è più forte di lui. Avvicinandosi a Thirdrema, Emul si traveste da ragazza umana, anche se Rakuro indossando solo pantaloncini attira ancora attenzioni indesiderate. Sfortunatamente la sua fotografia si è diffusa e i giocatori ora sanno che ha un PNG unico e ha combattuto Lycagon, portandolo all'attenzione di Psyger, un membro del clan di cacciatori di Lycagon di Rei, così come di molti membri di Ashura Kai, un clan di assassini che uccidono altri giocatori per divertimento. Rakuro viene avvicinato da Animalia, una giocatrice ossessionata dagli animali che vuole il suo PNG coniglio vorpal. Improvvisamente, cadono in un'imboscata di Arthur Pencilgon, un killer di giocatori di livello 99, che è venuto per Rakuro. |                  |                  |
| 6        | 6    | La regina cavaliere degli strumenti da scrittura 「筆記用具の騎士王」 - Hikkiyōgu no kishi ō | 5 novembre 2023  | 26 novembre 2023 |
| 6        | 6    | Rakuro riconosce Arthur come un altro cacciatore di giochi di merda. Si sono incontrati in un gioco trash post-apocalittico in cui i giocatori spesso ignoravano le missioni principali impossibili per concentrarsi sul combattere l'uno contro l'altro per le risorse. Arthur ha combattuto per diventare regina e il boss finale non ufficiale del gioco, l'imperatrice distopica. Alla fine, Rakuro la uccise in una missione suicida, dando inizio alla loro insolita amicizia/rivalità. Arthur ha viaggiato fin dalla 50ª città di Fifticia per ucciderlo. Animalia rivela che Arthur è il secondo in comando di Ashura Kai di livello 99, specializzato nell'assassinare giocatori di livello ancora più alto di lei. Mentre combattono, Arthur passa una richiesta del leader di Ashura Kai di condividere pubblicamente come accedere allo scenario unico per i PNG coniglio vorpal. Emul non può sostenere la sua forma umana e ritorna ad essere un coniglio. Per proteggere Emul, Animalia attacca Arthur, permettendo a Rakuro di correre verso il cancello di Thirdrema per stabilire un punto di respawn, ma viene fermato dai compagni assassini di Arthur. Animalia viene sconfitta e inizia a morire di magia velenosa. Dal nulla, Rakuro viene salvato da Rei, dopo aver finalmente appreso la sua posizione da sua sorella, Psyger-100, dalla fotografia di lui con il marchio di Lycagon. Arthur è felice di vedere Rei, che conosce nel gioco come Psyger-0, ma la distrazione permette ad Animalia di attaccarla con il suo incantesimo unico. |                  |                  |
| 7        | 7    | Residui dell'Era degli Dei: il Miserevole Perdente 「神代の残滓、妄執の敗者」 - Jindai no zanshi, mōshū no haisha | 12 novembre 2023 | 3 dicembre 2023  |
| 7        | 7    | L'incantesimo di Animalia uccide sia se stessa che Arthur, sorprendendo gli assassini così tanto che Rakuro riesce a fuggire a Thirdrema. Rei è estasiata dal fatto che Rakuro le abbia parlato brevemente, ma incolpa gli assassini per il fatto che la conversazione non durerà più a lungo, e li uccide tutti. Arthur prende bonariamente la sua perdita e invita Rakuro a parlare più tardi nel gioco post-apocalittico, insieme all'altro suo amico online Katzo. Rakuro si teletrasporta a Rabituza per iniziare a giocare lo scenario unico. Per la sua prima sessione di allenamento è costretto a combattere contro un gruppo di Packhound, tutti di livello 65 o superiore. Rei decide che la prossima volta che vedrà Rakuro nel gioco gli invierà una richiesta di amicizia. Dopo essere morto sette volte di fila, Rakuro scopre gli schemi di attacco dei Packhound e li uccide. I suoi avversari diventano progressivamente più forti; un parassita tentacolare, un berserker goblin, un dinosauro-cinghiale, un'aquila tossica, una larva corazzata, una pantera esecutrice, una tigre a due teste e un golem. Questo lo promuove solo al livello 31 a causa dei punti esperienza ridotti del collare vorpal. Vysache si presenta per assistere al decimo combattimento contro un mostro che ha catturato solo per Rakuro, Mago dei boschi aberrante di livello 120, uno stregone di tipo albero così forte che Vysache richiede a Rakuro di sopravvivere solo 5 minuti per vincere il round. |                  |                  |
| 8        | 8    | Rapsodia dei 300 secondi 「300リミット狂騒曲」 - 300 Rimitto kyōsō kyoku | 19 novembre 2023 | 10 dicembre 2023 |
| 8        | 8    | Rakuro scopre che il Mago dei Boschi è impermeabile agli attacchi fisici, quindi tutto ciò che può fare è schivare gli attacchi. Dopo due minuti, Rakuro inizia a soffrire di tensione mentale e considera di morire poiché non ci sono penalità per la morte nelle partite di allenamento. Poi prova disgusto per se stesso, essendo abituato a prendere sempre la strada più facile per la vittoria nei giochi spazzatura. Ruba con successo il bastone del Mago Silvano, rimuovendo la sua capacità di usare incantesimi. Schivare fino allo scadere del tempo diventa più facile e Rakuro vince. Il Mago dei Boschi infrange con rabbia le regole e cerca di ucciderlo, ma Vysache uccide il Mago dei Boschi e dà a Rakuro la sua ricompensa, un titolo di cittadino onorario di Rabituza e la rimozione del fastidioso collare vorpal. Rakuro è deluso, fino a quando la sua cittadinanza non sblocca un altro scenario unico, l'Epopea Vorpal. Poiché ha istruzioni complicate che richiedono la ricerca della storia del mondo altamente dettagliata di Shangri-La, Rakuro decide di giocare al gioco principale e andare in esplorazione per un po'. Pur non essendo in grado di indossare i vestiti per il suo busto, il fratello di Emul, Peatz, dà a Rakuro un copricapo di kefiah con una veste integrale, in modo che gli assassini non lo riconoscano. Mentre decide quale città visitare dopo; Fourfolkshire, Fivelle o Sixenveldt, Rakuro vede Rei che lo osserva minacciosamente. |                  |                  |
| 9        | 9    | Un variopinto mare d'alberi 「華やかなる樹の海」 - Hanayakanaru ki no umi | 26 novembre 2023 | 17 dicembre 2023 |
| 9        | 9    | Arthur è disgustato dalla debolezza di Ashura Kai e del loro leader Orcelott; Erano fieri assassini fino a quando il gioco non ha iniziato ad applicare penalità agli assassini. Ora sono solo un altro clan che raccoglie esperienza e accumula equipaggiamento. Ashura Kai è anche l'unico clan che conosce la posizione del mostro unico Wethermon il Guardiano della Tomba, ma non osa attaccarlo nel caso in cui perdano il loro prezioso equipaggiamento. Arthur decide di uccidere Wethermon stessa. Rei sorprende Rakuro con una richiesta di amicizia. Ancora ignara che Psyger-0 sia Rei, Rakuro presume che stia cercando di manipolarlo per accedere allo scenario unico e accetta la richiesta, pianificando invece di manipolarla. Essendo diventati amici online, Rei accetta che preferisce giocare da solo e gli permette di viaggiare da solo nel Fourfolkshire, pianificando di parlargli più tardi ora che ha le sue informazioni di contatto. Passando attraverso la Foresta Prismatica con Emul, Rakuro rimane stupito dalla varietà di mostri di tipo insetto, assistendo persino a una battaglia tra Empire Bees e un Quad Beetle. Dopo aver ucciso lo Scarabeo indebolito per i suoi oggetti da drop, Rakuro si mette alla ricerca del boss dell'area, Clown Spider. |                  |                  |
| 10       | 10   | Andiamo a depredare qualche tomba! 「やろうぜ、墓荒らし!!」 - Yarou ze, hakaarashi!! | 3 dicembre 2023  | 24 dicembre 2023 |
| 10       | 10   | Rakuro non è in grado di entrare nell'arena del boss poiché altri avventurieri stanno tentando di batterlo, quindi Rakuro deve aspettare il suo turno. Dopo aver visto quegli avventurieri morire, Rakuro affronta Clown Spider e chiede a Emul di non aiutarlo. Dopo aver fatto cadere Clown Spider dalla sua ragnatela, lo indebolisce facendo cadere dei massi su di esso, quindi pugnala il suo punto debole critico e lo batte senza subire alcun danno. Sunraku riceve un'e-mail da Arthur, così come Katzo, che ha recentemente iniziato a giocare e ha già sconfitto Mud-Digger. Arthur li invita ad aiutarla a sconfiggere Wethermon in due settimane, il giorno dopo un massiccio aggiornamento che aggiunge nuove missioni, personaggi e aree da esplorare. Rakuro è sospettoso delle sue motivazioni. Nel mondo reale, Rei è in grado di parlare con Rakuro, che ricorda a malapena il suo nome o che frequentano la stessa scuola. Prima che possa rivelare di essere Psyger-0, Rakuro si precipita ad incontrare Arthur, ma Rei considera parlare con lui un grande successo. Emul è terrorizzata dal fatto che Rakuro abbia intenzione di combattere contro Wethermon e si precipita a dirlo a Vysache. Rakuro in seguito scopre il perché da Arthur; in Shangri-La, se un PNG muore, è morto e se n'è andato definitivamente, Emul non si rigenererà mai e il suo ruolo nello scenario unico di Vorpal sarà finito. |                  |                  |
| 11       | 11   | Il vero splendore 「まことのかがやき」 - Makoto no kagayaki | 10 dicembre 2023 | 7 gennaio 2024   |
| 11       | 11   | Vysache non è contento dei piani di Rakuro, ma Rakuro spiega che Ashura Kai sta sfruttando una meccanica di gioco; raccogliendo esperienza iniziando un combattimento con Wethermon, quindi scappando senza effettivamente combattere. Arthur ha intenzione di dare a Wethermon la lotta che merita. Vysache prova simpatia per Wethermon, maledetto per essere un non-morto e incapace di raggiungere sua moglie nell'aldilà, così invece Wethermon sorveglia la sua tomba. Concedergli la morte è quindi onorevole e fedele all'Anima Vorpal. Vysache prende i coltelli Vorpal Chopper di Rakuro e li "ascende" personalmente, combinando l'esperienza di Rakuro nel combattere Lycagon con l'armatura del Quad Beetle, dando vita ai coltelli Vorpal Moonblade (Waxing) e Moonblade (Waning), uno che sacrifica la salute per colpi potenti e uno che ripristina la salute alla stessa velocità con cui viene persa. Sfortunatamente, deve essere di livello 50 per usarli, il che significa che deve salire di 19 livelli in sole due settimane. Arthur manda lui e Katzo ad allenarsi nelle futuristiche Rovine di Ferro della Divinità vicino a Sixenveldt, anche se Rakuro è confuso quando Arthur gli dà una canna da pesca, affermando che ne avrà sicuramente bisogno per sopravvivere alle rovine. |                  |                  |
| 12       | 12   | I rimpianti sono sempre nel passato 「後悔はいつも過去にいる」 - Kōkai wa itsumo kako ni iru | 17 dicembre 2023 | 14 gennaio 2024  |
| 12       | 12   | Dopo aver sconfitto i robot sentinella, Rakuro e Katzo seguono la complicata mappa di Arthurs in una stanza nascosta all'interno delle rovine che si dice sia fatta su misura per un rapido livellamento. Emul è stupita dalla spiegazione di Rakuro che Katzo è un uomo in un corpo femminile. Trovano la stanza, Tearlight Lake, che secondo Arthur contiene il mostro Lifestide Lake Serpent. Se catturato con una canna da pesca conferisce molti punti esperienza. Dopo aver trascinato Lifestide in superficie, Rakuro rivela le sue armi temporanee, le Empire Bee Twinblades, create per lui dalla sorella di Emul, Bilac, fino a quando non potrà usare le Lame Lunari. Dopo aver sconfitto Lifestide, Katzo rivela lo Skill-Linking, una meccanica di gioco fondamentale insieme alla possibilità di ottenere un lavoro o unirsi a una gilda, cosa che Rakuro ha perso saltando il tutorial in Firstia, rendendo il gioco quasi inutilmente difficile per lui. Dopo diversi giorni, Rakuro e Katzo raggiungono rispettivamente il livello 42 e 40, anche se Rakuro nasconde ad Arthur il suo sciocco salto di Firstia per evitare imbarazzo. Arthur dà loro tempo fino alla luna piena, l'unica volta al mese in cui possono parlare con l'unico PNG fantasma Setsuna dei Tempi Passati, che fornisce l'accesso a Wethermon. |                  |                  |
| 13       | 13   | Rimangono solo sentimenti mai spenti 「未練だけがそこにいる」 - Miren dake ga soko ni iru | 24 dicembre 2023 | 21 gennaio 2024  |
| 13       | 13   | Arthur li conduce al nascondiglio segreto di Setsuna nella Foresta Prismatica. Spiega che Wethermon si incolpa per la sua morte avvenuta durante una sciocca discussione coniugale, quindi ha sigillato la sua tomba dietro una barriera alimentata dalla magia lunare, motivo per cui è accessibile solo una volta al mese quando la luna è buia. Spera che sconfiggano Wethermon in modo che possano stare di nuovo insieme. Dal suo abbigliamento moderno e dal suo linguaggio, Rakuro sospetta che la sua storia abbia coinvolto la morte nei giochi Age of Divinity, e si chiede se sappia qualcosa sulla Vorpal Scenaria. Rakuro è consapevole che la vera identità di Arthur è Towa, una top model costantemente perseguitata dai suoi fan, e sospetta che questo le faccia provare simpatia per Setsuna. Basato sullo stile di combattimento di Wethermon, Rakuro salta l'aumento di livello e allena invece il proprio stile di gioco non in Shangri-La, ma nel gioco spazzatura BERP. Lì incontra Dragonfly, un giocatore alle prime armi. Accettando un duello, Rakuro mostra a Dragonfly come sfruttare i glitch. Altrove, Rei tenta di scrivere una lettera a Rakuro chiedendo di unirsi al suo gruppo e giocare insieme, ma tutto ciò che scrive la mette in imbarazzo, quindi non gli invia nessuna delle lettere. |                  |                  |
| 14       | 14   | Bip 「ぷちっと」 - Puchitto | 7 gennaio 2024   | 28 gennaio 2024  |
| 14       | 14   | Dragonfly alla fine vince un duello usando un glitch a doppio pugno che Rakuro e altri giocatori non hanno mai visto prima, impressionandoli poiché nessuno ha scoperto un nuovo glitch BERP da anni. In cambio, Rakuro le mostra un problema tecnico che ha scoperto; Doppleganger, che crea un clone glitch di se stesso come alleato nei duelli. Dragonfly decide di inventare un nome per il suo nuovo glitch. Tornato a Shangri-La, Rakuro decide di provare lo Skill-Linking facendo visita a uno dei tre fratelli di Emul, Elke l'Abile Giardiniera a Rabituza. Acquisisce sei abilità collegate tra loro e un'abilità Vorpal Moonblade, non rendendosi inizialmente conto che Elke è completamente ossessionata dal denaro, e lo convince a spendere quasi tutte le sue monete. Arthur rivela il problema successivo; dal momento che Ashura Kai usa Wethermon per raccogliere esperienza, ci saranno sicuramente membri di Ashura Kai lì il giorno del duello non disposti a lasciare che Wethermon muoia davvero. Fortunatamente, un nuovo aggiornamento ha posto una restrizione agli assassini; Se un assassino muore, tutto il denaro accumulato e parte dell'equipaggiamento viene trasferito a chi lo ha ucciso, lasciandolo totalmente innocuo quando si rigenera. Pertanto, prima di poter combattere Wethermon, Arthur decide che devono distruggere completamente Ashura Kai assassinando tutti i suoi membri. |                  |                  |
| 14.5     | 14.5 | Un semplice e veloce riassunto per capire cos'è successo! 「特別ボーナスエピソード」 - Tokubetsu Bōnasu Episōdo | 14 gennaio 2024  | 4 febbraio 2024  |
| 14.5     | 14.5 | Uno speciale riassuntivo narrato da Rakuro, Katzo, Arthur ed Emul. |                  |                  |
| 15       | 15   | Sentimenti di un istante per Setsuna - Parte 1 「刹那に想いを込めて其の一」 - Setsuna ni omoi o komete sono ichi | 21 gennaio 2024  | 11 febbraio 2024 |
| 15       | 15   | Shangri-La subisce un importante aggiornamento con nuove missioni, mappe e un nuovo titolo di lavoro. I giocatori notano che tutti i negozi sono esauriti per gli oggetti della resurrezione. Rei finalmente invia la sua lettera a Rakuro invitandolo a esplorare l'aggiornamento, ma poi riceve un messaggio da Psyger-100 che qualcuno ha rivelato la posizione del quartier generale di Ashura-Kai, quindi i giocatori stanno organizzando un massiccio attacco di vendetta. Rei è costretta a inviare rapidamente una lettera per annullare l'invito di Rakuro. Entrambe le lettere lasciano Rakuro confuso. Emul rivela che non può andare con lui contro Wethermon, ma gli dà una misteriosa collana portafortuna che ha fatto. Ashura-Kai viene spazzato via da un enorme esercito guidato da Rei, così Orcelott e quattro assassini sopravvissuti fuggono nell'arena di Wethermon, ma trovano l'ingresso chiuso poiché Arthur, Rakuro e Katzo sono già all'interno. Orcelott si rende conto furiosamente che il suo secondo, Arthur, ha tradito Ashura-Kai. Mentre affrontano Wethermon, un samurai con un'armatura futuristica, mettono in atto il loro piano. Arthur ha stabilito che Wethermon varia il suo stile di combattimento nelle fasi, quindi l'unico modo per vincere è sopravvivere a tutte le fasi e sperare che Wethermon si arrenda. Rakuro prende la prima fase che dura 10 minuti, ma viene ucciso. Katzo lo resuscita rapidamente, rivelando che è stato Arthur a comprare ogni oggetto di resurrezione da ogni città in preparazione della battaglia. |                  |                  |
| 16       | 16   | Sentimenti di un istante per Setsuna - Parte 2 「刹那に想いを込めて其の二」 - Setsuna ni omoi o komete sono ni | 28 gennaio 2024  | 18 febbraio 2024 |
| 16       | 16   | Arthur consegna a Rakuro e Katzo il Tearjewel of Rebirth (quattro a persona poiché ne ha comprati dodici per gli extra e le emergenze) prima della battaglia con Wethermon, e il Divine Lifesalve che permette loro di rianimarsi a metà dei loro HP massimi (cinque a persona). Racconta il piano che seguiranno per conquistare Wethermon. Dopo essere sopravvissuti alla battaglia per dieci minuti, Wethermon evoca il suo cavallo, una cavalcatura tattica di nome Kirin. Insieme tentano di impedire a Wethermon di montare Kirin, con Katzo che attira la sua attenzione e Rakuro che continua a combattere contro Wethermon. Nella fase due, devono sopravvivere per altri dieci minuti. Quando Arthur si rende conto che Rakuro e Katzo sono nei guai, usa la Bilancia delle ricompense, un oggetto molto difficile da acquisire che ha preso in prestito dagli PNG, che consente di sacrificare oggetti costosi in cambio della possibilità di conferire potenziamenti temporanei alle statistiche. Spende tutta la sua fortuna per 300 punti, dandone 100 alla Fortuna e alla Resistenza di Rakuro e riesce a portare via la spada di Wethermon. Dopo essere sopravvissuto per 20 minuti nella battaglia contro Wethermon, Arthur spiega che l'ultima volta che Ashura-Kai ha raggiunto la Fase tre nella battaglia contro Wethermon, ha scatenato una massiccia esplosione di uccisioni istantanee. Questa volta, però, sa che Wethermon è un non morto, così mentre prepara la sua esplosione, lo cosparge di acqua santa. |                  |                  |
| 17       | 17   | Sentimenti di un istante per Setsuna - Parte 3 「刹那に想いを込めて其の三」 - Setsuna ni omoi o komete sono san | 4 febbraio 2024  | 25 febbraio 2024 |
| 17       | 17   | Mentre Wethermon brucia, Kirin si riconfigura in un robot per combattere Katzo e Arthur che gli impediscono di aiutare Wethermon. Rakuro combatte Wethermon da solo, ma decide che sopravvivere a un altro livello di dieci minuti è noioso, invece vuole sconfiggerlo davvero. Come tale, equipaggia un vero elmo di armatura Quad Beetle e le sue Lame Lunari poiché l'armatura di Wethermon si sta sgretolando a causa dell'acqua santa, il che significa che ora può subire danni. Gli attacchi critici di Rakuro riescono a far cadere Wethermon a terra. Arthur dà a Katzo un oggetto che lo potenzia temporaneamente al livello 99, in cambio abbasserà il suo vero livello da 50 a 20 in seguito, sperando di distruggere Kirin, con suo grande dispiacere. Wethermon nota la collana portafortuna che Rakuro ha ricevuto da Emul e interrompe bruscamente il combattimento. Menziona una persona di nome Alice, un frammento di chiave identificativa e la vera frontiera di Shangri-La. Riprendono a combattere, solo che Wethermon è ora molto più veloce, più selvaggio e rivela attacchi multipli che non aveva mai usato prima. Il suo attacco successivo distrugge l'elmo di Rakuro e lo uccide, ma Wethermon non si accorge che Rakuro aveva già preparato in anticipo un altro strumento di resurrezione per rianimarsi all'istante. |                  |                  |
| 18       | 18   | Sentimenti di un istante per Setsuna - Parte 4 「刹那に想いを込めて其の四」 - Setsuna ni omoi o komete sono shi | 11 febbraio 2024 | 3 marzo 2024     |
| 18       | 18   | Wethermon inizia a usare ripetutamente la stessa serie di attacchi multipli, terminando con lo stesso inevitabile attacco mortale istantaneo, affermando che non cadrà finché Rakuro non supererà la sua mossa finale. Rakuro esaurisce rapidamente gli oggetti di resurrezione completi, lasciando solo il 50% degli oggetti di recupero della salute. Rakuro deduce che l'unico modo per vincere è quello di parare perfettamente l'inevitabile attacco di Wethermon. Arthur e Katzo riescono a frantumare l'armatura intorno alla vita di Kirin, esponendo il suo punto debole. Combinando entrambi i loro attacchi più forti, perforano il punto debole e il Kirin viene distrutto, permettendo loro di collassare per sfinimento. Rakuro, senza oggetti per la salute rimasti, ha solo una possibilità di parata perfetta o l'intera battaglia sarà un fallimento. Per fortuna indossa la sua maschera da uccello originale mentre Wethermon inizia il suo inevitabile attacco. Fondendo le sue Lame lunari nell'arma singola Luna gemella, Rakuro aumenta le sue possibilità di eseguire sia una parata perfetta che danni critici. Si pugnala anche, riducendo la sua salute a 1, permettendogli di usare un'abilità per aumentare la sua velocità. Con una mossa perfettamente sincronizzata, l'inevitabile attacco di Wethermon viene parato, spezzando la sua spada e frantumando la sua armatura, segnalando la sua sconfitta. Wethermon si congratula con Rakuro per la sua vittoria mentre l'arena si riempie di vorticosi fiori di ciliegio. |                  |                  |
| 19       | 19   | Il mondo procede, gli eroi vengono proclamati 「進む世界、明かされる英雄」 - Susumu sekai, akasa reru eiyū | 18 febbraio 2024 | 10 marzo 2024    |
| 19       | 19   | Wethermon loda Rakuro per le sue abilità e lo nomina Discendente della Frontiera, prima di sbriciolarsi in polvere sulla tomba di Setsuna. Il fantasma di Setsuna li ringrazia e rivela che in realtà non è la vera Setsuna, ma è una copia perfetta lasciata dalla vera Setsuna per aiutare Wethermon a trovare la pace, da qui il suo titolo di Setsuna dei tempi passati. Ora che può riposare in pace, il destino di Setsuna è quello di scomparire, ma prima li incarica di scoprire la verità dietro il mondo trovando Bahamut, anche se non è chiaro di cosa si tratti. Il gioco annuncia a tutti i giocatori la prima sconfitta di un mostro unico e l'inizio della fase successiva della storia del mondo di Shangri-La, di cui nemmeno i ricercatori sapevano l'esistenza. Furioso per essere stato tradito, Orcelott e i suoi assassini sopravvissuti attaccano, sperando di prendere tutto il bottino che hanno ottenuto dalla sconfitta di Wethermon, ma Arthur attiva un'abilità di "evocazione di amici" per chiedere aiuto, che evoca l'amica di Rakuro, Rei. Orcelot e gli assassini vengono uccisi, passando tutti gli oggetti rari rimanenti di Ashura-Kai ad Arthur. Essendo l'unico assassino rimasto, Arthur chiede a Rei di ucciderla in un duello per espiare le sue numerose uccisioni e porre fine per sempre ad Ashura-Kai, cosa che Rei accetta e la sconfigge in battaglia. |                  |                  |
| 20       | 20   | Nel presente e nel futuro 「それぞれの今と次」 - Sorezore no ima to ji | 25 febbraio 2024 | 17 marzo 2024    |
| 20       | 20   | Dopo aver ucciso Arthur, Rei chiede se Rakuro e Arthur sono amanti ed è sollevata dal fatto che non lo siano. L'evocazione degli amici scade, rimandando Rei da dove è venuta prima che possa chiedere di unirsi al suo gruppo. Rakuro recupera una delle spade di Arthur che Rei ha dimenticato di raccogliere. Alla Utopia Entertainment, la società che ha creato Shangri-La Frontier, tutti sono in preda al panico poiché la World Story richiedeva che Wethermon fosse il quarto mostro unico ucciso, non il primo, in particolare i lead world designer Tsukuyo e Ritsu, e il dirigente marketing Sakai. Vysache è soddisfatto del fatto che Wethermon finalmente vada avanti e offre a Rakuro la conoscenza della verità dietro il mondo, anche se richiede a Rakuro di prendere un ricevitore, un posizionatore e un trasmettitore da un luogo chiamato Savane Senza Luce, senza dare alcuna indicazione su dove si trovi a Shangri-La. Rakuro scopre che battere Wethermon lo ha portato al livello 78. Ricevette anche il libro Wethermon's Truth, una biografia della vita di Wethermon, e un elenco delle sue mosse uniche con la spada, anche se Rakuro deve acquisire armi dall'Età della Divinità prima di impararle. Riceve anche un deposito di oggetti unico che proteggerà i suoi oggetti anche se muore. Scopre anche che lo spazio di stoccaggio contiene già armature, armi, veicoli e altri oggetti, la maggior parte dei quali non può usare. Ricominciando dal livello 1, Arthur dice addio a Setsuna prima di partire alla ricerca di Bahamut. Nel deserto, Lycagon continua ad aspettare Rakuro.                                                                        |                  |                  |
| 21       | 21   | Commissioni, crescita e conquiste 「お使いと育成と攻略と」 - Otsukai to ikusei to kōryaku to | 3 marzo 2024     | 24 marzo 2024    |
| 21       | 21   | Esaminando gli oggetti nell'inventario, Arthur determina che nessuna delle armature funzionerà senza un "Reattore a etere non standard", e senza l'armatura, non possono equipaggiare nessuna delle armi. Katzo rivela di aver ricevuto un reattore come bottino per aver sconfitto Kirin, ma è rotto e nessuno dei fabbri PNG può ripararlo. Rakuro sospetta che Vysache possa ripararlo, ma prima di consegnarlo, Katzo chiede di sapere come accedere allo scenario unico dei vorpal. Rakuro rivela di aver combattuto contro Lycagon per 5 minuti senza subire danni e Katzo conclude con riluttanza che non ce l'avrebbe fatta comunque. Arthur rivela attraverso una complessa serie di scappatoie che è riuscita a tenere diversi oggetti nonostante Rei l'abbia uccisa, vale a dire la Bilancia delle Ricompense, la biografia di Wethermon, la spilla di Setsuna e la sua arma preferita. Dopo aver visto quanto vale uccidere un mostro unico, decidono di formare un clan, la Wolf-gang, che si concentra sulla caccia a tutti i mostri unici invece che a uno solo come gli altri clan di cacciatori. Un rappresentante del clan Lycagon li rintraccia, ma loro fuggono prima che lui possa fare domande. Quando cerca di trovare Vysache, non si trova da nessuna parte, così Rakuro chiede a Bilac se è interessato ad addestrarsi per ottenere il titolo di Antico Artigiano necessario per riparare il reattore. Lei accetta dopo molte insistenze. |                  |                  |
| 22       | 22   | Il depuratore ambulante 「ウォーキング・オブ・ザ・エアクリーナー」 - Uōkingu Obu za Ea Kurīnā | 10 marzo 2024    | 31 marzo 2024    |
| 22       | 22   | Per diventare un Antico Artigiano, Bilac richiede un'Arma Retaggio funzionante dell'Era della Divinità e un'Unità Applicazione Magica della Strada delle Glorie Passate. Fortunatamente, l'Araldo katana è disponibile nell'Inventoria, ma come coproprietario dell'Inventoria, Rakuro ha bisogno del permesso di Arthur e Katzo per permettere a Bilac di smantellarlo. Rakuro decide di dirigersi prima verso le Glorie del Passato, anche se si trova a una lunga distanza da qualche parte tra le città di Eighdold ed Eleventar. Per caso, Lightless Barrens è vicino a Eleventar dove Rakuro deve trovare il ricevitore, il posizionatore e il trasmettitore per Vysache. Attraversano il Fourfolkshire nell'Ancient Soul Canyon dove la Maledizione di Lycagon's lo protegge dai miasmi e respinge i mostri non morti. Dopo aver lavorato insieme per sconfiggere un Dullahan, il generale Rakuro saccheggia la sua spada arrugginita Decapitator e la consegna a Bilac per la riparazione. Da lì si spostano cercando di trovare il boss dell'area nascosto da qualche parte nel miasma. |                  |                  |
| 23       | 23   | L'uccello e i conigli contro il coro dei teschi 「鳥with兎s vs 合唱髑髏」 - Tori with usagi s vs gasshō dokuro | 17 marzo 2024    | 7 aprile 2024    |
| 23       | 23   | Rakuro è incuriosito dal fatto che le scogliere superiori dei canyon siano infestate da scorpioni di cristallo, di cui anche Bilac ha paura, dato che gli scorpioni sono spesso di livello superiore a 100. Alla fine affrontano il boss dell'area Humming Lich, che può essere danneggiato solo dalle armi sacre, che Rakuro non possiede. Bilac trova una soluzione, così Rakuro ed Emul distraggono il Lich ma si fanno prendere dal panico quando si divide in 7 scheletri più piccoli. Lucidando la spada del Decapitatore con l'acqua santa, Bilac rimuove la ruggine e le conferisce un attributo sacro che la rende anche molto fragile. Cercando di capire gli schemi di attacco di ogni scheletro, Rakuro ne decapita 6, poi lavora con Bilac per decapitare il Lich originale, con Decapitator che evita di poco di essere distrutto a sua volta. Con Lich sconfitto, il miasma svanisce, permettendo loro di lasciare il canyon ed entrare a Eighthold. Bilac ed Emul si teletrasportano a Rabituza per riposare mentre Rakuro esplora Ottoforte, ma non appena se ne sono andati si precipita incautamente nel canyon, incapace di resistere all'impulso di combattere uno Scorpione di Cristallo. |                  |                  |
| 24       | 24   | Gli oggetti rari pesano più della vita stessa 「レアアイテムは命よりも重い」 - Reā Itemu wa inochi yori mo omoi | 24 marzo 2024    | 14 aprile 2024   |
| 24       | 24   | Rakuro si arrampica sulle pareti del canyon e trova le Crystal Nest Cliffs. Immediatamente viene attaccato da un gigantesco scorpione fatto interamente di cristallo e in pochi istanti viene circondato da decine di scorpioni e ucciso. Si rifiuta di accettare la sconfitta, almeno fino a quando non ne ha ricavato qualcosa. Tornato al nido, individua un insolito deposito di cristalli neri che riesce a raccogliere prima di essere ucciso di nuovo. Il cristallo risulta essere Aroncaleth Lapislazzuli che ha alte concentrazioni di magia. Ancora insoddisfatto, ritorna di nuovo con un piano. Per prima cosa inganna gli scorpioni facendoli imbattere l'uno nell'altro, frantumando i loro gusci duri, poi si teletrasporta nell'Inventoria come rifugio di emergenza. Poi, dopo che gli scorpioni se ne sono andati, si teletrasporta di nuovo fuori e raccoglie i gusci rotti. Ripetendo questo, raccoglie grandi quantità di materiali, ma si rifiuta di arrendersi fino a quando non ha raccolto uno dei loro pungiglioni come trofeo. Con un tempismo accurato, inganna più scorpioni per prendere di mira il pungiglione di un singolo scorpione, spezzandolo. Sfortunatamente, sbaglia il suo prossimo attacco e manca di poco di afferrare il pungiglione prima di essere ucciso di nuovo. Scoraggiato, decide di smettere temporaneamente e di mostrare invece i materiali a Bilac. Emul teme che Rakuro stia impazzendo per la brama di bottino. |                  |                  |
| 25       | 25   | Coloro che esplorano l'oscurità del mondo 「世界の闇を照らす者たち」 - Sekai no yami o terasu-sha-tachi | 31 marzo 2024    | 21 aprile 2024   |
| 25       | 25   | Bilac ammette che i cristalli sono più adatti ai gioielli magici che alle armi. Fortunatamente, conosce uno dei migliori gioiellieri per questo lavoro, D'Arnyaata. Sfortunatamente, per far arrivare i gioielli a D'Arnyaata Bilac è costretto a evocare l'iperattiva Cait-Sith Aramiys, Vice-Capitano di Cazzeria, il Regno Cait-Sith. Avendo bisogno di riposo, Rakuro si disconnette e finisce per ignorare i messaggi di Arthur e Katso per incontrarsi per qualcosa di importante. Ritorna a Bilac e scopre che, dal momento che i Cait-Sith sono noti per rubare ai clienti, ha raccontato al re di Cazzeria tutto su Rakuro, che ha risposto offrendogli tutto il supporto di Cazzeria sotto forma di Aramiys come membro del gruppo. Bilac spiega così a Rakuro che, essendo stato riconosciuto da Lycagon e avendo ucciso Wethermon, in termini politici Rakuro è ora potente come un intero regno, il che ha alcuni vantaggi, ma comporta il rischio che se non sta attento è possibile iniziare una guerra su vasta scala per caso. Rakuro decide finalmente di esplorare Eighthold, ma anche travestito viene subito riconosciuto da una Ragazza Magica dalla profonda voce maschile che si rivela essere il Professore, maestro della Biblioteca, il clan di giocatori che raccoglie la tradizione e la storia di Shangri-La. Essendo la prima persona nella storia a sconfiggere un mostro unico, spera di formare una partnership con Rakuro per scoprire il vero significato dietro il mondo di Shangri-La Frontier. |                  |                  |

##### Seconda stagione
| Nº serie | Nº | Titolo italiano Giapponese 「Kanji」 - Rōmaji | In onda          | In onda          |
| Nº serie | Nº | Titolo italiano Giapponese 「Kanji」 - Rōmaji | Giapponese       | Italiano         |
| 26       | 1  | L'uccello mezzo nudo e i suoi allegri compagni nel paradiso dei golem 「半裸と愉快な仲間達inゴーレムパラダイス」 - Hanra to yukaina nakama-tachi in Gōremu Paradaisu                                                            | 13 ottobre 2024  | 3 novembre 2024  |
| 27       | 2  | Il guardiano inflessibile 「妥協を許さない門番」 - Dakyō o yurusanai monban | 20 ottobre 2024  | 10 novembre 2024 |
| 28       | 3  | Incontri che accelerano, desideri che sorgono e primi passi 「加速する会議、高まる欲望、さまざまなスレッドの開始」 - Kasoku suru kaigi, takamaru yokubō, samazamana sureddo no kaishi                                           | 27 ottobre 2024  | 17 novembre 2024 |
| 29       | 4  | Quando la gente, sognando l'impossibile, si libra nei cieli 「空に向かって、不可能を夢見て」 - Sora ni mukatte, fukanō o yumemite                                                                                               | 3 novembre 2024  | 24 novembre 2024 |
| 30       | 5  | L'impulso della fame, la tenacia della sete 「その衝動は、飢餓 その執念は、渇望」 - Sono shōdō wa, kiga sono shūnen wa, katsubō                                                                                                 | 10 novembre 2024 | 1º dicembre 2024 |
| 31       | 6  | La disperazione oltre lo scontro feroce 「猛攻撃後の絶望」 - Mō kōgeki-go no zetsubō | 17 novembre 2024 | 8 dicembre 2024  |
| 32       | 7  | Pareggio alato 「双翼相打つ」 - Sōyoku aiutsu | 24 novembre 2024 | 15 dicembre 2024 |
| 33       | 8  | Il leone usa tutta la sua forza per catturare un coniglio, il granchio usa un tagliapizza per catturare la fenice 「獅子は兎に全力を、蟹は不死鳥にピザカッター」 - Shishi wa usagi ni zenryoku o, kani wa fushichō ni Pizakattā | 1º dicembre 2024 | 22 dicembre 2024 |
| 34       | 9  | Corri, spinto dall'impazienza 「駆けろ、焦燥を燃料に」 - Kakero, shōsō o nenryō ni | 8 dicembre 2024  | 29 dicembre 2024 |
| 35       | 10 | Braccata come dai segugi 「猟犬の如く嗅ぎ付けて」 - Ryōken no gotoku kagitsukete | 15 dicembre 2024 | 5 gennaio 2025   |
| 36       | 11 | Abbracciando il faro dell'ambizione (parte 1) 「大志の灯火を抱いて 其の一」 - Taishi no tomoshibi o daite sono ichi | 22 dicembre 2024 | 12 gennaio 2025  |
| 37       | 12 | Abbracciando il faro dell'ambizione (parte 2) 「大志の灯火を抱いて 其の二」 - Taishi no tomoshibi o daite sono ni | 29 dicembre 2024 | 19 gennaio 2025  |
| 38       | 13 | Abbracciando il faro dell'ambizione (parte 3) 「大志の灯火を抱いて 其の三」 - Taishi no tomoshibi o daite sono san | 5 gennaio 2025   | 26 gennaio 2025  |
| 39       | 14 | Abbracciando il faro dell'ambizione (parte 4) 「大志の灯火を抱いて 其の四」 - Taishi no tomoshibi o daite sono shi | 12 gennaio 2025  | 2 febbraio 2025  |
| 40       | 15 | Abbracciando il faro dell'ambizione (parte 5) 「大志の灯火を抱いて 其の五」 - Taishi no tomoshibi o daite sono go | 19 gennaio 2025  | 9 febbraio 2025  |
| 41       | 16 | Tu perché giochi? [Le loro risposte] 「貴方はなんのためにゲームをしますか？：彼らの回答」 - Anata wa nan no tame ni Gēmu o shimasu ka?: Karera no kaitō                                                                         | 26 gennaio 2025  | 16 febbraio 2025 |
| 42       | 17 | Scala colore con jolly 「ジョーカー混じりのストレートフラッシュ」 - Jōkā majiri no Sutorēto Furasshu | 2 febbraio 2025  | 23 febbraio 2025 |
| 43       | 18 | Balena rossa contro pesci mostruosi 「赤鯨、魚怪と相対す」 - Aka kujira,-gyo kai to sōtai su | 9 febbraio 2025  | 2 marzo 2025     |
| 44       | 19 | La quiete ha ora fine. Destati, città fatiscente 「静謐が終わる、廃都よ賑やかなれ」 - Seihitsu ga owaru, hai-to yo nigiyaka nare                                                                                                | 16 febbraio 2025 | 9 marzo 2025     |
| 45       | 20 | Sfilettando un Pesce Drago 「いざ龍魚三枚おろし」 - Iza ryū-gyo san mai oroshi | 23 febbraio 2025 | 16 marzo 2025    |
| 46       | 21 | Lupi raminghi, dai mari ai grattacieli 「そして旅狼は海から摩天楼へ」 - Soshite tabi ōkami wa umi kara matenrō e | 2 marzo 2025     | 23 marzo 2025    |
| 47       | 22 | Un singolo istante di luce ardente 「ただ一瞬にて気取るは灼光の限界」 - Tada isshun nite kidoru wa shakkō no genkai | 9 marzo 2025     | 30 marzo 2025    |
| 48       | 23 | Furia omicida a cento metri al secondo 「秒速百メートルの殺意」 - Byōsoku hyaku Mētoru no satsui | 16 marzo 2025    | 6 aprile 2025    |
| 49       | 24 | O re del mare profondo, io ti annienterò 「深き海の王よ、ぶちのめし奉る」 - Fukaki umi no ō yo, buchinomeshi tatematsuru | 23 marzo 2025    | 13 aprile 2025   |
| 50       | 25 | L'anonimo (e stupido) A-Team in crisi 「匿名 (馬鹿) 野郎Aチーム、そして風雲急」 - Tokumei (baka) yarō A Chīmu, soshite fūun kyū                                                                                                 | 30 marzo 2025    | 20 aprile 2025   |

### Videogioco
Il 7 luglio 2022 è stato annunciato un videogioco in corso di sviluppo da parte di Netmarble Nexus e che verrà pubblicato da Netmarble.